# Tetraploidia
Si parla di tetraploidia nella specie umana quando è presente un corredo di 92 cromosomi dovuto al non completamento della prima divisione zigotica. La cellula duplica il proprio DNA ma non avvenendo la divisione cellulare il numero dei cromosomi risulta 4n, cioè il doppio del normale.